# Albrecht Adam

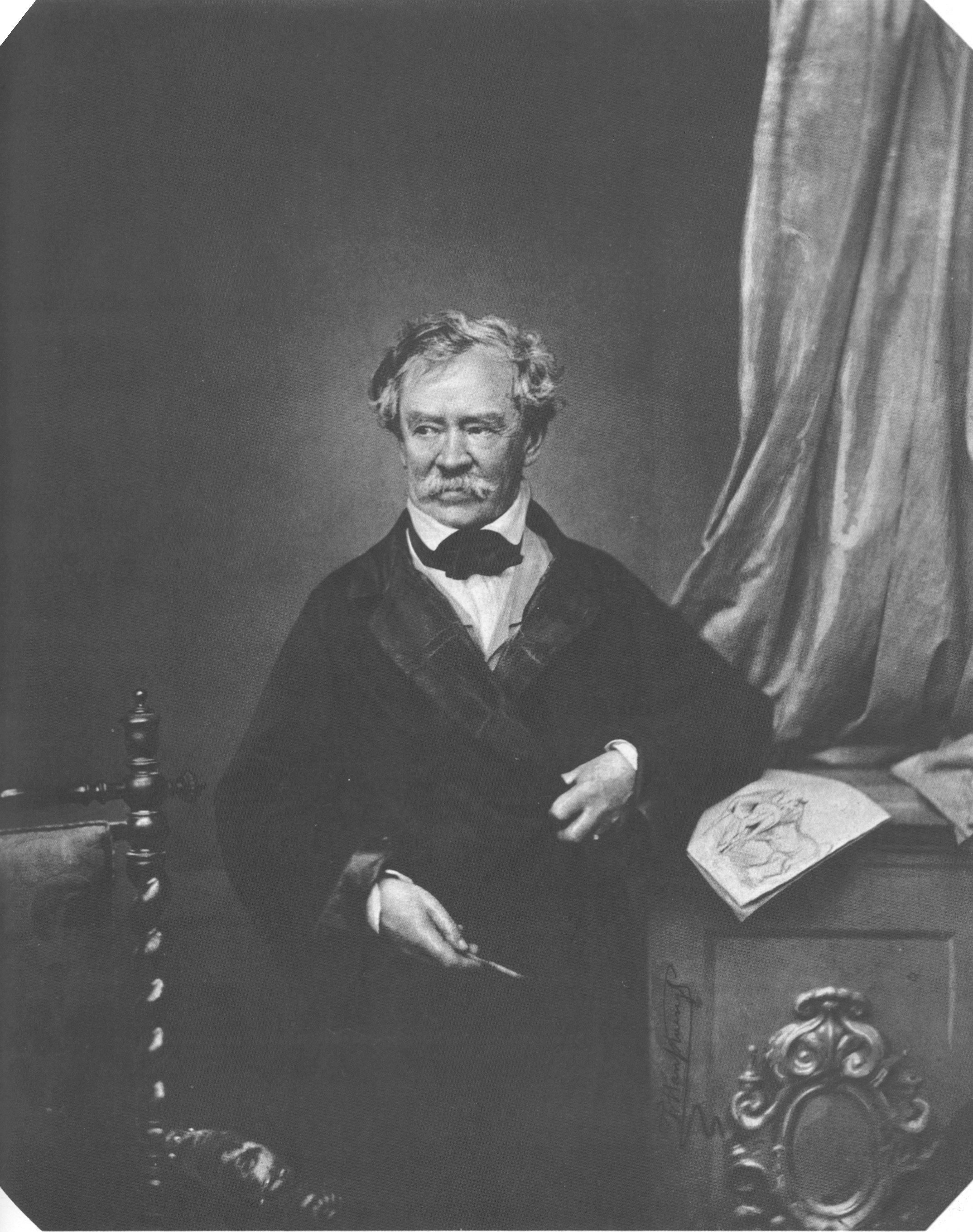
Albrecht Adam, Porträt von Franz Hanfstaengl um 1850

Albrecht Adam (* 16. April 1786 in Nördlingen; † 28. August 1862 in München) war ein deutscher Schlachten-, Porträt- und Genremaler.

## Herkunft
Albrecht Adam war das Haupt der Malerfamilie Adam. Sein Vater war der Konditor von Nördlingen Veit Jeremias Adam (1754–1830), seine Mutter dessen Ehefrau Margarethe Barbara Thilo, eine Tochter des Pastors Thilo aus Nördlingen. Auch sein Bruder Heinrich Adam (1787–1862) wurde Maler.

## Leben und Werk
Bereits als Kind entwickelte Adam, gefördert von seinem kunstverständigen Vater, eine starke Neigung zum Zeichnen. Er ging als Konditorgehilfe nach Nürnberg und besuchte hier die Zeichenakademie. Der Schlachtenmaler Johann Lorenz Rugendas legte in dem Knaben den Keim zu seiner späteren Neigung. 1807 hielt er sich in München auf, wo er die Bekanntschaft mit den Malerinnen Margarethe Geiger und Sophie Reinhard machte; alle drei gingen 1808 zusammen nach Wien, wo Adam die Akademie besuchte. Im Jahre 1809 trat Adam als Augenzeuge bei den damaligen Schlachten von Aspern (21./22. Mai) und Wagram (5./6. Juli) im Gefolge österreichischer und bayerischer Heerführer, namentlich des bayrischen Generalmajors Graf Froberg-Montjoie, auf. Während der Schlacht bei Wagram fertigte er mehrere Skizzen an, wovon ihm jene, welche im Wiener Heeresgeschichtlichen Museum ausgestellt ist, zugeschrieben wird. In seiner Autobiografie, welche allerdings erst 1886 erschien, schilderte er diese Erlebnisse auch in Schriftform:

„Mein sehnlicher Wunsch, Augenzeuge bei einer großen Schlacht zu sein, war also erfüllt. Es gab nun Stoff genug zum Nachdenken, auch zu Bildern, wenn Zeit und Umstände es erlaubten. In diesen Tagen sah ich so viele erschütternde Scenen, daß ich kein Verlangen trug, der Armee weiter zu folgen.“

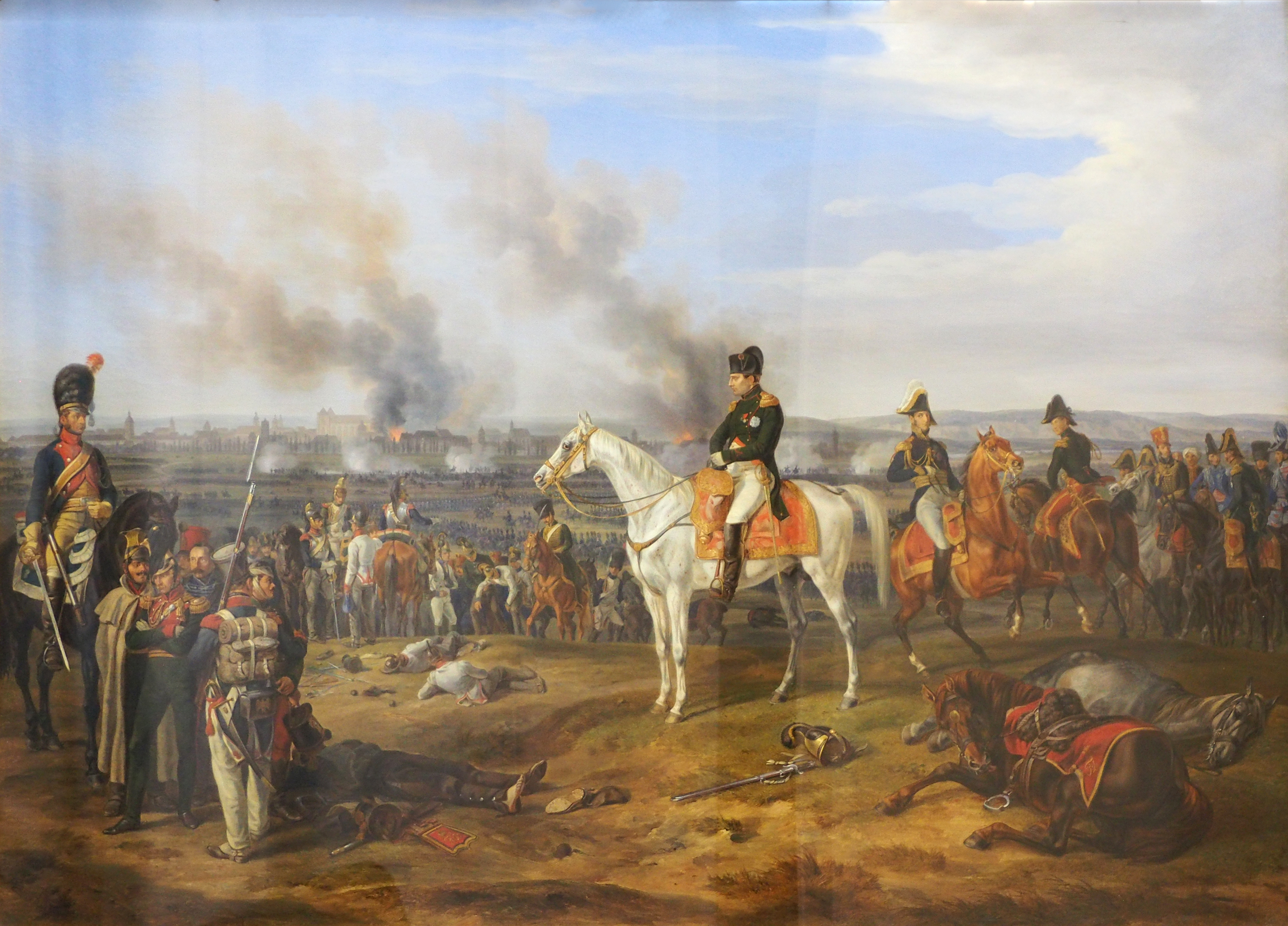
Napoleon I. 1809 vor Regensburg, Niedersächsisches Landesmuseum Hannover

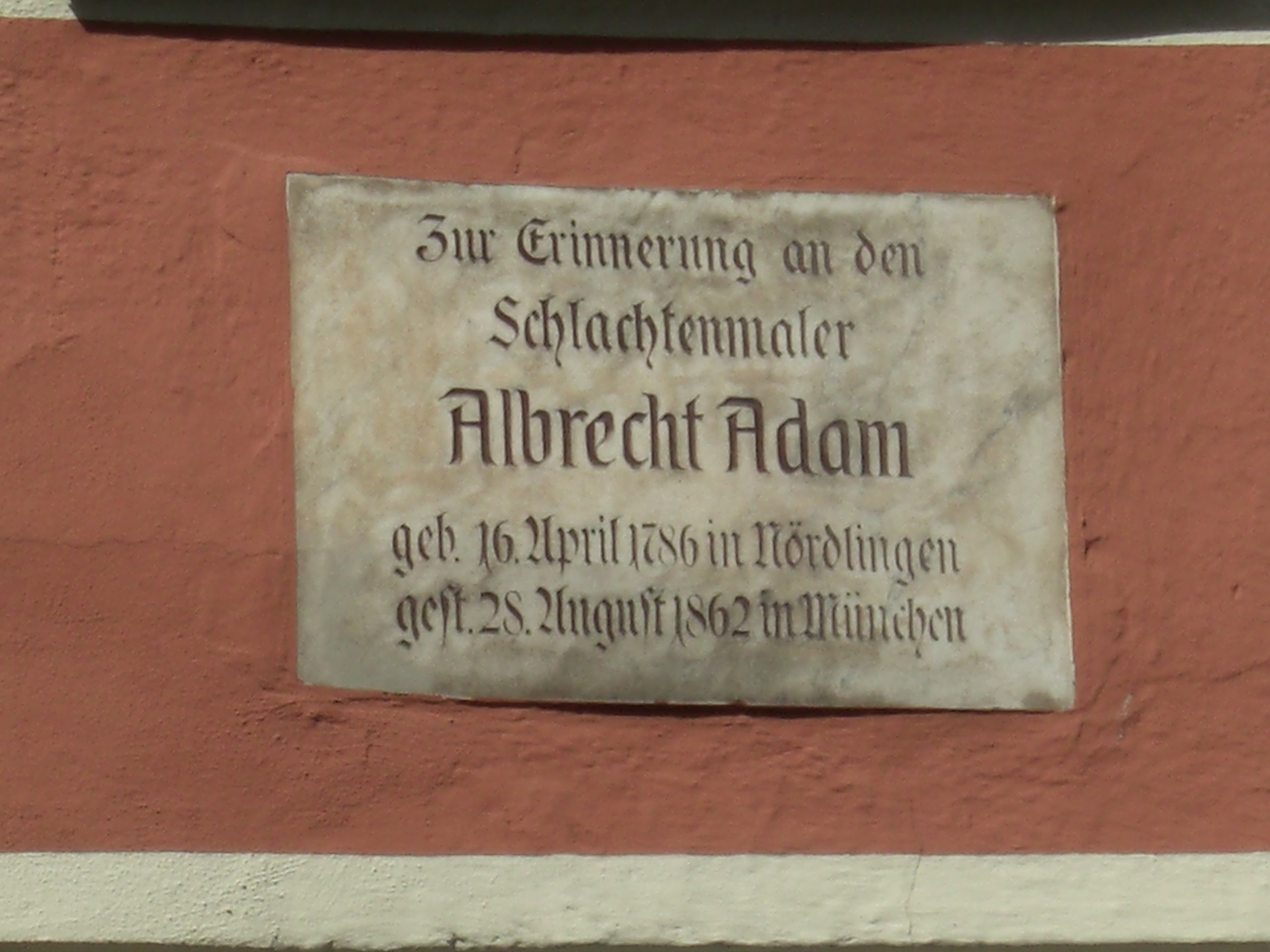
Gedenktafel für Albrecht Adam in Nördlingen

Dennoch nahm Adam 1812 in der Grande Armée am Russlandfeldzug teil. Von dort im Dezember 1812 unter großen Gefahren nach München zurückgekehrt, begab er sich nach Italien, wo er bis 1815 verweilte, führte dann in München eine Reihe von Schlachtenbildern aus den letzten Kriegen aus und veröffentlichte ab 1827 ein lithografisches Prachtwerk mit 101 Tafeln unter dem Titel: Voyage pittoresque et militaire de Willenberg en Prusse jusqu‘à Moscou, ebenfalls Schlachtenszenen enthaltend.
Später beschäftigte ihn König Ludwig von Bayern. Unter anderem malte Adam für den Bankettsaal der königlichen Residenz in München die Schlacht an der Moskwa. Im Jahr 1848/49 machte er unter Radetzky den Feldzug in Italien mit, dessen Ergebnis die Gemälde der Schlachten von Novara und Custozza in der Neuen Pinakothek sind. Seine letzte Arbeit war die Schlacht bei Zorndorf für das Maximilianeum in München.

## Familie
Adam heiratete 1812 in München Magdalena Sander (1793–1865), eine Tochter des Kaufmanns Sander aus Mailand. Das Paar hatte sieben Kinder. Vier seiner Söhne wurden ebenfalls Maler: Benno (1812–1892), Franz (1815–1886), Eugen (1817–1880) und der Lithograf Julius Adam (1821–1874). Teilweise arbeitete er auch mit seinen Söhnen zusammen, so etwa mit seinem Sohn Franz, mit dem er ein monumentales Reiterporträt des jungen Kaisers Franz Joseph I. von Österreich schuf, welches sich heute im Wiener Heeresgeschichtlichen Museum befindet.
Einer seiner Enkel war der als Katzenmaler bekannt gewordene Julius Adam (1852–1913) ebenso wie der Historienmaler Ludwig von Langenmantel (1854–1922) aus der Ehe seiner Tochter Magdalena (1825–1900) mit dem Architekten und Bauingenieur Otto von Langenmantel.

## Grabstätte

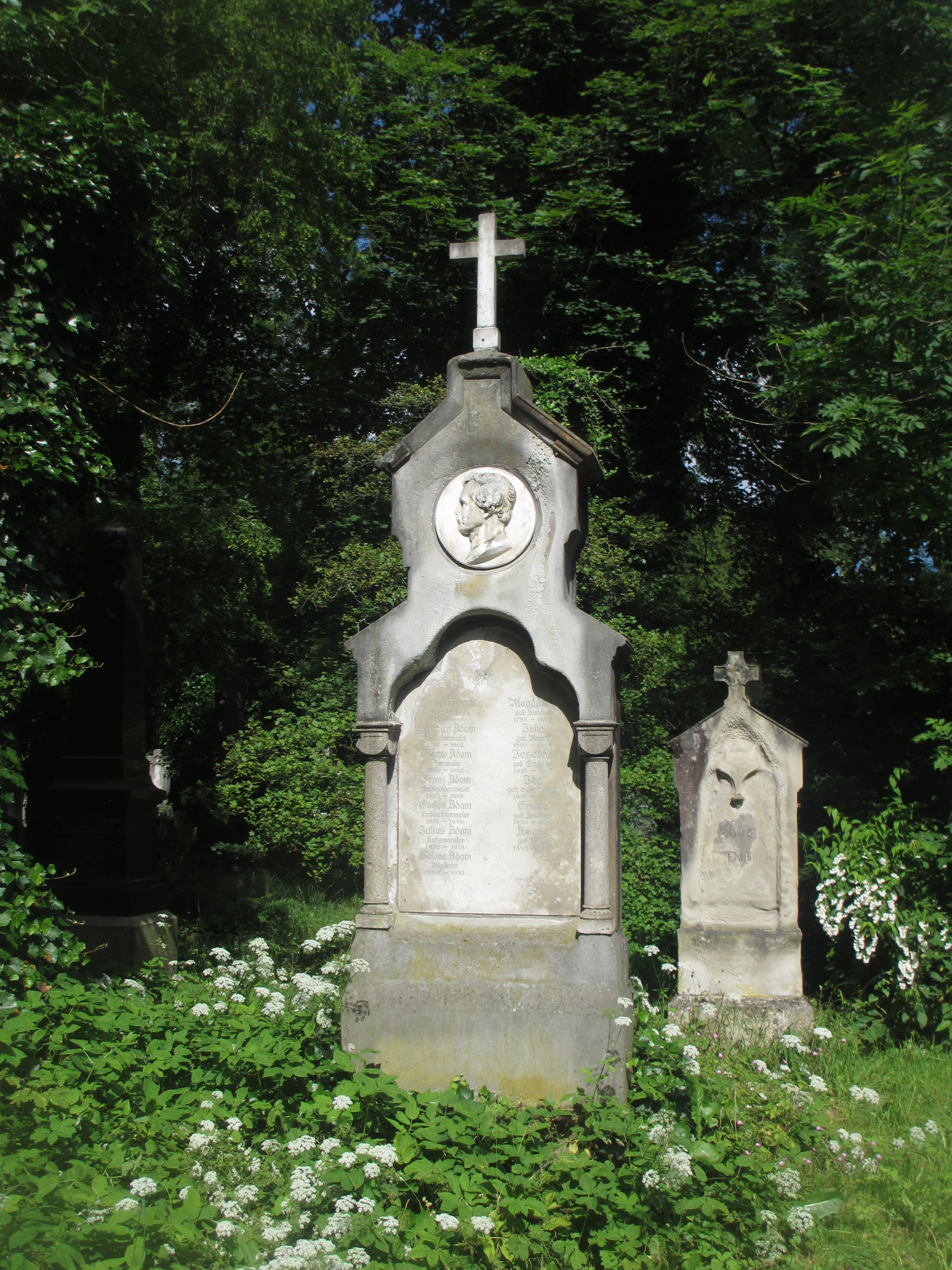
Grab von Albrecht Adam auf dem Alten Südlichen Friedhof in München

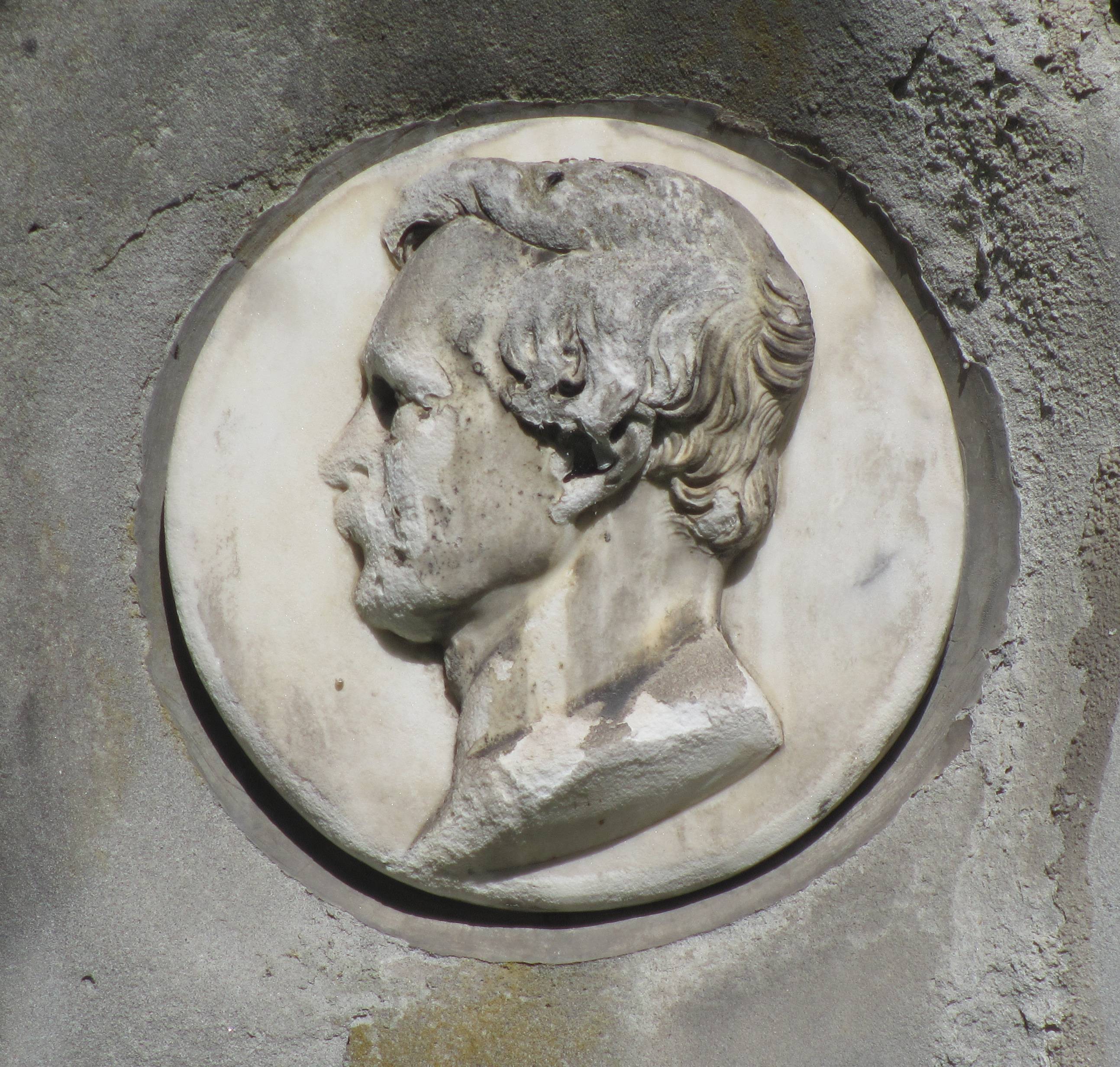
Bildnismedallion (Grabstein) vom Bildbauer Johann Halbig

Die Grabstätte von Albrecht Adam befindet sich auf dem Alten Südlichen Friedhof in München (Gräberfeld 27 – Reihe 1 – Platz 25/26) Standort. In der Grabstätte befinden sich auch seine Frau Magdalena (1793–1863) geborene Sander, wie auch einige seiner Kinder und Schwiegertöchter. Sein Enkel, der als Katzenmaler bekannt gewordene Julius Adam (1852–1913) ist auf der Grabinschrift vermerkt, liegt aber gemäß Grabbuch genauso wenig im Grab wie der inschriftlich erwähnte Bruder Heinrich Adam.

## Namensgeber für Straße
Nach Albrecht Adam wurde 1889 in München im Stadtteil Marsfeld (Stadtbezirk 3 – Maxvorstadt) die Adamstraße Standort benannt.

## Werke
- Feldmarschall Radetzky und sein Stab in der Schlacht bei Novara am 23. März 1849, 1855. Öl auf Leinwand, 120 × 75 cm, Heeresgeschichtliches Museum, Wien.
- Porträt Kaiser Franz Joseph I. von Österreich im Alter von 26 Jahren, zu Pferd, 1856. Öl auf Leinwand, 389 × 339 cm, Heeresgeschichtliches Museum, Wien.[8]
- Verteidigung des Blockhauses von Malborghetto von 15. bis 17. Mai 1809 unter dem Befehl des Hauptmanns im Ingenieurkorps Friedrich Hensel, 1843. Öl auf Leinwand, 126 × 182 cm, Heeresgeschichtliches Museum, Wien.
- Die Schlacht bei Wagram, am 5. und 6. Juli 1809, um 1810. Öl auf Papier, 22 × 28 cm, Heeresgeschichtliches Museum, Wien.
- Feldmarschall Joseph Wenzel Radetzky Graf von Radetz mit seinem Stab vor Mailand, 1848, 1849. Öl auf Leinwand, 81 × 108 cm, Heeresgeschichtliches Museum, Wien.
- Nach der Schlacht. 1840, Öl auf Leinwand 80,5 × 108,5 cm, Museum Georg Schäfer Schweinfurt. Szene von der Schlacht von Borodino mit sterbendem und reiterlosem Pferd, gefallenem Soldaten und zwei Soldaten, die sich um verwundete Kameraden kümmern.[9]
- Ein herrenloses Pferd auf dem Schlachtfeld von Borodino. 1834. Hamburger Kunsthalle. Szene von der Schlacht von Borodino mit einem durch die Schlacht herrenlos gewordenen Ross und einem Soldaten im Hintergrund, der mehrere ebenfalls herrenlos gewordene Pferde wegführt.
- Napoleon vor Moskau. 1837, Öl auf Leinwand, Jenisch-Haus (Hamburg), 1. OG. Erworben 1999 vom Altonaer Museum.

## Ausstellungen
- 1835: Gründungsausstellung des Kunstvereins für Kurhessen.